# Broken Lullaby
Broken Lullaby is een Amerikaanse dramafilm uit 1932 onder regie van Ernst Lubitsch met in de hoofdrollen Phillips Holmes, Lionel Barrymore en Nancy Carroll.
De film werd in Nederland uitgebracht onder de titel Ik heb een mensch gedood. De Nederlandse première was op 17 juni 1932 in het Tuschinsky theater in Amsterdam. De film werd door de filmkeuring geschikt geacht voor bezoekers vanaf 14 jaar vanwege "Sterke zedelijke contrasten en spanningen".
De film Frantz uit 2016 is gebaseerd op het verhaal van Broken Lullaby.

## Verhaal
Paul Renard, een jonge Franse soldaat voelt zich schuldig, omdat hij tijdens de Eerste Wereldoorlog een Duitse soldaat, Walter Holderlin, heeft gedood. Na afloop van een herdenkingsdienst in 1919 benadert hij een priester om zijn schuld te bekennen. Renard ontvangt van de priester vergiffenis en absolutie. Maar daar is hij niet mee geholpen. Hij besluit tot een dramatische stap : Hij wil de familie van Walter gaan bezoeken in Duitsland, om hen te vragen om vergeving.
Hij vertrekt naar Duitsland. Hij kent het adres want dat stond op een van de brieven die hij vond bij het lichaam van Walter. Aanvankelijk wordt hij door de vader van Walter afgewezen omdat hij een Fransman is. Maar Elsa, de verloofde van Walter, heeft gezien dat Renard bloemen op Walters graf legde. Uiteindelijk wordt Renard door de familie hartelijk verwelkomt. Maar dan durft hij hen niet meer de waarheid te vertellen. In plaats daarvan vertelt hij dat hij een vriend van Walter was.

## Rolverdeling
| Acteur             | Personage           |
| ------------------ | ------------------- |
| Lionel Barrymore   | Dr. Holderlin       |
| Nancy Carroll      | Juffrouw Elsa       |
| Phillips Holmes    | Paul Renard         |
| Louise Carter      | Mevrouw Holderlin   |
| Lucien Littlefield | Walter Schultz      |
| Tom Douglas        | Walter Holderlin    |
| Zasu Pitts         | Anna                |
| Frank Sheridan     | Priester            |
| George Bickel      | Mijnheer Bresslauer |
| Emma Dunn          | Mevrouw Miller      |
| Reinhold Pasch     | Vader van Fritz     |
| Rodney McLennan    | Oorlogsveteraan     |